# Iranische Eishockeynationalmannschaft
Die iranische Eishockeynationalmannschaft ist die nationale Eishockey-Auswahlmannschaft der Herren in Iran. Aktueller Trainer ist Kaveh Sedghi. In der IIHF-Weltrangliste belegte die Mannschaft nach der Weltmeisterschaft 2022 den 56. Platz.

## Geschichte
Eishockey wurde mindestens seit den 1970ern in Iran gespielt. Nach der Islamischen Revolution 1979 wurde Eishockey offiziell verboten.
Ab 2013 öffneten neue Eishallen in Teheran, Maschhad und auf der Insel Kisch.
2015 fiel die Entscheidung, eine iranische Nationalmannschaft aufzustellen und mit dieser an den Winter-Asienspielen 2017 in Sapporo, Japan teilzunehmen. Die Mannschaft wurde zum größten Teil aus Spielern iranischen Ursprungs gebildet, die in anderen Ländern ausgebildet wurden und spielten. Dazu kamen Spieler der iranischen Inline-Hockey-Nationalmannschaft. 2016 fanden mehrere Trainingslager statt, unter anderem im kasachischen Almaty, wo auch das erste Spiel gegen eine ausländische Mannschaft stattfand: am 23. August 2016 gewann der Iran gegen die zweite Mannschaft von HK Almaty mit 5:4.
Beim Turnier der Winter-Asienspiele 2017 wurde die iranische Mannschaft bereits im Vorfeld disqualifiziert, da 13 der 22 Spieler nicht für das Land spielberechtigt waren. Die angesetzten Spiele in der Division II Gruppe B wurden stattdessen als Freundschaftsspiele ausgetragen:
- 18. Februar 2017: Macau – Iran 7:1
- 20. Februar 2017: Indonesien – Iran 3:10
- 22. Februar 2017: Malaysia – Iran 3:8
- 23. Februar 2017: Turkmenistan – Iran 12:2

Trainer war Christian Müller.
Im November 2020 nahm die iranische Nationalmannschaft am Dubai Ice Hockey Open Cup teil und belegte nach einem Sieg gegen die kasachische Amateurnationalmannschaft den dritten Platz.
Im Jahr 2022 feierte die Nationalmannschaft ihr Debüt bei der Eishockey-Weltmeisterschaft, wo sie in der neu geschaffenen Division IV antrat und sich den zweiten Platz innerhalb der Gruppe sichern konnte und damit in die Division III aufstieg. Dort gelang mit Platz fünf bei der Weltmeisterschaft 2023 der Klassenerhalt.

## Platzierungen

### Weltmeisterschaften
- 2022 – 2. Platz, Division IV (Aufstieg in die Division IIIB)
- 2023 – 5. Platz, Division III, Gruppe B
- 2024 – 6. Platz, Division III, Gruppe B (Abstieg in die Division IV)
- 2025 – 5. Platz, Division IV